# نیمه تاریک ماه (فیلم ۱۹۸۶)
نیمه تاریک ماه (دانمارکی: Manden i månen) فیلمی دانمارکی است که در سال ۱۹۸۶ منتشر شد.